# منطقة نيوزيلندا الخالية من الإشعاعات النووية
في عام 1984، منع رئيس الوزراء ديفيد لانج السفن التي تعمل بالطاقة النووية أو المسلحة بالأسلحة النووية من استخدام موانئ نيوزيلندا أو دخول مياهها. بموجب قانون نيوزيلندا لعام 1987 المتعلق بإنشاء منطقة خالية من الإشعاعات النووية ونزع السلاح وتحديد الأسلحة، أصبح البحر الإقليمي والمجال البري والجوي لنيوزيلندا مناطق خالية من الإشعاعات النووية. ومنذ ذلك الحين ظل هذا جزءًا من سياسة نيوزيلندا الخارجية. 
يحظر القانون «دخول أي سفينة يعتمد دفعها كليًا أو جزئيًا على الطاقة النووية إلى المياه الداخلية لنيوزيلندا ضمن نطاق دائرة نصف قطرها 12 ميلًا بحريًا (22.2 كيلومترًا، 13⁄16 13 ميلًا)» ويحظُر إلقاء المخلفات الإشعاعية في البحر داخل المنطقة الخالية من الإشعاعات النووية، بالإضافة إلى حظر أي مواطن نيوزيلندي أو مقيم «من تصنيع أي جهاز نووي متفجر أو امتلاكه أو الحصول أو السيطرة عليه». لا يحظر قانون المنطقة الخالية من الإشعاعات النووية محطات الطاقة النووية أو منشآت البحث النووي أو استخدام النظائر المشعة أو الأنشطة النووية الأخرى القائمة على اليابسة. 
بعد أن مررت حكومة العمال بقيادة لانج قانون نزع السلاح وتحديد الأسلحة، علّقت حكومة الولايات المتحدة التزاماتها في معاهدة أنزوس تجاه نيوزيلندا. كان التشريع علامة فارقة على تطور نيوزيلندا كأمة، واعتُبر إجراءً مهمًا على صعيد السيادة وتقرير المصير والهوية الثقافية. إن حملة نيوزيلندا المناهضة للأسلحة النووية على مدى ثلاثة عقود هي الحركة الناجحة الوحيدة من نوعها في العالم التي جعلت إنشاء منطقة خالية من الأسلحة النووية منصوصًا عليه في التشريع. 

## نبذة تاريخية
زُرعت البذور الأولية لتشريع نيوزيلندا لعام 1987 المتعلق بإنشاء منطقة خالية من الإشعاعات النووية في أواخر الخمسينيات من القرن العشرين بتشكيل منظمة الحملة المحلية لنزع السلاح النووي بين عامي 1957 و 1959. في عام 1959، ردًا على تصاعد القلق العام بعد اختبارات القنبلة الهيدروجينية البريطانية في أستراليا والمحيط الهادئ، صوتت نيوزيلندا في الأمم المتحدة لإدانة التجارب النووية في حين صوتت المملكة المتحدة والولايات المتحدة وفرنسا ضد الإدانة، وامتنعت أستراليا عن التصويت. في عام 1961، حثّت منظمة حملة نزع السلاح النووي حكومة نيوزيلندا على إعلان أنها لن تحصل على الأسلحة النووية أو تستخدمها وستنسحب من التحالفات النووية كمعاهدة أنزوس. في عام 1963، قدمت حملة نزع السلاح النووي في أوكلاند التماسها «لا قنابل جنوب الخط» إلى البرلمان النيوزيلندي بـ 80,238 توقيعًا يدعو الحكومة إلى رعاية مؤتمر دولي لمناقشة إنشاء منطقة خالية من الإشعاعات النووية في نصف الكرة الجنوبي. كان هذا أكبر التماس في البلاد منذ التماس عام 1893 الذي طالب بحق المرأة في التصويت. 
أُنشأت فرنسا رسميًا جزيرة موروروا المرجانية وأختها جزيرة فانغاتوفا المرجانية في بولينزيا الفرنسية جنوب المحيط الهادئ كموقع للتجارب النووية في 21 سبتمبر 1962 ووقعت اختبارات نووية مكثفة بين 1966 و 1996. أُجريت أول تجربة نووية، تحمل الاسم الرمزي الدبران، في 2 يوليو 1966 وأُجريت إحدى وأربعون تجربة نووية جوية في موروروا بين عامي 1966 و 1974.
في مارس 1976، اجتمعت أكثر من 20 مجموعة بيئية ومناهضة للأسلحة النووية، كمنظمة السلام الأخضر وأصدقاء الأرض، في ويلينغتون وشكلت ائتلافًا فضفاضًا يسمى الحملة من أجل مستقبل خال من الإشعاعات النووية. تضمّن تفويض الائتلاف معارضة إدخال الطاقة النووية وتعزيز بدائل الطاقة المتجددة كطاقة الرياح وطاقة الأمواج والطاقة الشمسية والطاقة الحرارية الأرضية. أطلقوا حملة نصف المليون. شرعت حملة من أجل مستقبل خال من الإشعاعات النووية في تدريب تعليمي وطني تمخّضت عنه أكبر عريضة ضد الطاقة النووية في تاريخ نيوزيلندا بـ 333,087 توقيعًا بحلول أكتوبر 1976. مثّل هذا أكثر من 10% من إجمالي عدد سكان البلاد البالغ 3 ملايين نسمة. في ذلك الوقت، كان المفاعل النووي الوحيد في نيوزيلندا عبارة عن مفاعل صغير دون الحرج نُصّب في كلية الهندسة بجامعة كانتربري في عام 1962. أعطاه البرنامج الأمريكي ذرات من أجل السلام لنيوزلندا واستُخدم لتدريب المهندسين الكهربائيين على التقنيات النووية. تم تفكيك المفاعل عام 1981. 
تم تعزيز المشاعر الإقليمية المناهضة للأسلحة النووية في عام 1985 عندما وقّعت ثماني دول من الدول الثلاث عشرة في منتدى جنوب المحيط الهادئ معاهدة منطقة جنوب المحيط الهادئ الخالية من الأسلحة النووية أو معاهدة راروتونغا. 

## احتجاجات موروروا
ساهمت المشاعر المناهضة للأسلحة النووية المستوحاة من المجتمع إسهامًا كبيرًا في فوز حزب العمال النيوزيلندي في الانتخابات بقيادة نورمان كيرك في عام 1972. في يونيو 1973، أمرت محكمة العدل الدولية (وفقًا لقضية رفعتها أستراليا ونيوزيلندا) بأن يوقف الفرنسيون إجراء التجارب النووية الجوية في جزيرة موروروا المرجانية أثناء نظر المحكمة في القضية. ومع ذلك، تجاهل الفرنسيون هذا الحكم.
كانت موروروا موقعًا للعديد من الاحتجاجات التي نفّذتها سفن مختلفة، بما فيها رينبو ورويور. قامت حكومة كيرك بعمل رمزي في الاحتجاج، إذ أرسلت فرقاطتين تابعتين لأسطولها، هما إتش إم إن زد إس كانتربري وأوتاغو، إلى منطقة الاختبار في عام 1973. اختير وزير في مجلس الوزراء (فريزر كولمان) بشكل عشوائي لمرافقة أسطول الاحتجاج الرسمي لحكومة نيوزيلندا. شملت هذه الرحلة عددًا من منظمات السلام الكيوية المحلية التي نظّمت أسطولًا دوليًا صغيرًا من اليخوت الاحتجاجية التي رافقت الفرقاطتين إلى منطقة موروروا. كانت معظم المنظمات ونشطاء السلام النيوزيلنديين الأوائل من الهبيين الشباب المتحمسين والطلاب، وكان أغلبهم مشاركًا في حركات الثقافة المضادة والحركات الأصلية المعارضة لحرب فيتنام. 
أبحرت يخوت السلام، التي حاولت تعطيل الاختبارات الفرنسية، وفق احتجاجات منسقة في مناطق موروروا المحظورة بين 1972-1991. شمل هذا رحلة أول حملة مشتركة بين السلام الأخضر وحملة من أجل نزع السلاح النووي في عام 1972 مع ديفيد مكتاغارت (الذي شارك في تأسيس منظمة السلام الأخضر)، على اليخت فيغا (أعيدت تسميته ليصبح غرينبيس الثالث). تبع ذلك في عام 1973 أسطول صغير من اليخوت نظّمته منظمة بيس ميديا مع اليخوت الاحتجاجية فراي وسبيريت أوف بيس وبوي رويل وماجيك آيل وتانمور. 
خلال الرحلات العديدة إلى جزيرة موروروا المرجانية، صعد على متن اليخوت الاحتجاجية فراي وفيغاس وغرينبيس الكوماندوس الفرنسيون وقام أفراد من طاقمهم بالاعتداء والاعتقال. في عام 1973، صُدمت فيغا بسفينة حربية فرنسية، وتعرّض ديفيد مكتاغارت للضرب المبرح على يد أفراد الشرطة العسكرية الفرنسية. أدت هذه الحملات في منطقة المحيط الهادئ إلى إحداث تغيير جذري في المجتمع النيوزيلندي تمثّل في تأجيج المشاعر المؤيدة لمناهضة الأسلحة النووية في نيوزيلندا، وبالتالي إصدار سياستها المناهضة للأسلحة النووية في عام 1987.
وفقًا لما كتبه الصحفي الفرنسي لويس غونزاليس ماتا في مجلة آكتويل الفرنسية 1976، أُرسلت سرًّا أعداد كبيرة من البولينزيين في رحلات عسكرية إلى باريس لعلاج السرطان. قال الناشط التاهيتي، تشارلي تشينغ، في مؤتمر ينادي بالمحيط الهادئ خاليًا من الإشعاعات النووية في أوكلاند عام 1983، إن أكثر من 200 تاهيتي ماتوا بسبب أمراض مرتبطة بالإشعاع على مدى 5 سنوات. وبسبب سرية القضايا الصحية في بولينزيا الفرنسية، ظل التأكد من هذه الأرقام مستحيلًا.
في أغسطس 2006، رحّب شعب بولينزيا الفرنسية بتقرير رسمي من الحكومة الفرنسية يؤكد الارتباط بين ازدياد حالات سرطان الغدة الدرقية والتجارب النووية الجوية التي تجريها فرنسا في الأراضي منذ عام 1966.